# Grand Prix SAR La Princesse Lalla Meryem 2009
Grand Prix SAR La Princesse Lalla Meryem 2009 — тенісний турнір, що проходив на кортах з ґрунтовим покриттям. Це був 9-й за ліком Гран-прі принцеси Лалли Мер'єм. Належав до турнірів International в рамках Туру WTA 2009. Відбувся в Фесі (Марокко). Тривав з 27 квітня до 2 травня 2009 року.

## Учасниці

### Сіяні пари
| Гравчиня                | Країна  | Рейтинг* | Сіяна |
| ----------------------- | ------- | -------- | ----- |
| Анабель Медіна Гаррігес | Іспанія | 18       | 1     |
| Аліса Клейбанова        | Росія   | 25       | 2     |
| Анастасія Павлюченкова  | Росія   | 28       | 3     |
| Марія Кириленко         | Росія   | 38       | 4     |
| Сорана Кирстя           | Румунія | 41       | 5     |
| Катерина Макарова       | Росія   | 51       | 6     |
| Роберта Вінчі           | Італія  | 52       | 7     |
| Шахар Пеєр              | Ізраїль | 53       | 8     |

- Рейтинг станом на 27 квітня 2009.

### Інші учасниці
Нижче наведено учасниць, які отримали вайлд-кард на участь в основній сітці:
- Анабель Медіна Гаррігес
- Надя Лаламі
- Фатіма-Захра Ель-Алламі

Нижче наведено гравчинь, які пробились в основну сітку через стадію кваліфікації:
- Паула Фондевіла Кастро
- Корінна Дентоні
- Полона Герцог
- Наталі В'єрін

Такі тенісистки потрапили в основну сітку як щасливий лузер:
- Віталія Дяченко
- Ева Фернандес Бругес

## Переможниці та фіналістки

### Одиночний розряд
Анабель Медіна Гаррігес —  Катерина Макарова, 6–0, 6–1
- Для Медіни Гаррігес це був перший титул за сезон і 9-й — за кар'єру.

### Парний розряд
Аліса Клейбанова /  Катерина Макарова —  Сорана Кирстя /  Марія Кириленко, 6–3, 2–6, 10–8